# Грейди (округ, Оклахома)
Округ Грейди — округ в штате Оклахома, США. Население округа на 2000 год составляло 45 516 человек. Административный центр округа — город Чикашей.

## География
Округ имеет общую площадь 2863 км², из которых 2851 км² приходится на сушу и 11 км² (0,39 %) на воду.

### Основные автомагистрали
- Межштатная автомагистраль 44
- Автомагистраль 62
- Автомагистраль 81
- Автомагистраль 277

### Соседние округа
- Канейдиан (север)
- Мак-Клейн (восток)
- Гарвин (юго-восток)
- Стивенс (юг)
- Команче (юго-запад)
- Каддо (запад)

### Населённые пункты
| - Алекс - Амбер - Брадли - Бридж-Крик | - Чикашей - Минко - Ниннека - Нордж | - Покассет - Раш-Спрингс - Татл - Верден |